# رآکتور پلاگ

طرح شماتیک از یک راکتور پلاگ

راکتور پلاگ(به انگلیسی: Plug flow reactor به طور مخفف PFR) که به صورت لوله ای بلند که جریان مواد واکنش دهنده در آن به صورت پیوسته است تصور می شود.این راکتور در فاز گازی کاربرد دارد.در داخل این لوله ها جریان به صورت پلاگ می باشد و تغییر غلظت مواد به صورت دیفرانسیلی تصور می شود.از این نوع راکتور عمدتا در موارد زیر استفاده می شود:
- واکنش های سریع
- واکنش های با دمای بالا
- تولید محصول زیاد
- واکنش های همگن و ناهمگن